# EUjet
EUjet era uma companhia aérea de baixo custo com sede em Shannon, Irlanda. A companhia aérea foi vendida para PlaneStation. Em julho de 2005, a PlaneStation fechou com €40 milhões em dívidas, forçando a EUjet a encerrar as operações.

## História
A companhia aérea foi fundada em 2003 e iniciou suas operações em maio de 2003. Em 2004, a empresa mudou para serviços regulares. A PlaneStation concluiu sua aquisição da EUjet em janeiro de 2005. Em 26 de julho de 2005, a companhia aérea encerrou as operações.

## Frota
A frota da EUJet consistia nas seguintes aeronaves (Maio de 2004):
| Aeronaves  | Em Serviço | Ordens | Passageiros | Notas |
| ---------- | ---------- | ------ | ----------- | ----- |
| Fokker 100 | 5          | –      | 104         |       |
| Total      | 5          | 0      |             |       |